# ماني لاغوس
ماني لاغوس (بالإنجليزية: Manny Lagos)‏ هو مدرب كرة قدم ولاعب كرة قدم أمريكي في مركز الوسط، ولد في 11 يونيو 1971 في سانت بول في الولايات المتحدة. شارك مع منتخب الولايات المتحدة لكرة القدم. أما مع النوادي، فقد لعب مع تامبا باي موتيني وسان خوسيه إيرثكويكس وشيكاغو فاير وكولومبوس كرو ونادي كليرمونت 63 ونادي لاردة ونيويورك ريد بولز.

## وصلات خارجية
- ماني لاغوس على موقع الدوري الأمريكي (الإنجليزية)
- ماني لاغوس على موقع قاعدة بيانات كرة القدم.إي يو (الإنجليزية)
- ماني لاغوس على موقع ناشيونال فوتبول تيمز (الإنجليزية)
- ماني لاغوس على موقع أوليمبيديا (الإنجليزية)